# Place Jean-Henri-Dombrowski
La place Jean-Henri-Dombrowski (polonais : Plac Jana Henryka Dąbrowskiego) est une place située dans l'arrondissement de Śródmieście (Centre-ville) à Varsovie.